# All Those Wasted Years
All Those Wasted Years è il primo album dal vivo del gruppo rock finlandese Hanoi Rocks, uscito nel 1984.

## Tracce
Tutti i brani sono di Andy Mc Coy, eccetto dove indicato.
1. Pipeline (Carman, Spickard)
2. Oriental Beat
3. Back to Mystery City
4. Motorvatin (McCoy, Monroe)
5. Until I Get You
6. Mental Beat
7. Don't Never Leave Me
8. Tragedy
9. Malibu Beach Nightmare
10. Visitor
11. 11th Street Kids
12. Taxi Driver
13. Lost in the City
14. Lightnin' Bar Blues (Axton)
15. Beer and a Cigarette
16. Under My Wheels (Michael Bruce, Alice Cooper, Dennis Dunaway, Bob Ezrin)
17. I Feel Alright (Miles, The Stooges)
18. Train Kept A Rollin' (Tiny Bradshaw, Howard Kay, Lois Mann)